# 히브런 (켄터키주)
히브런(영어: Hebron)은 미국 켄터키주 분 군의 도시이다. 분 군의 인구 조사 지정 구역이다. 2010년 통계로 인구는 5,929명이다. 인터넷쇼핑 기업 아마존닷컴은 2017년 이 도시에 항공화물 거점이 될 물류단지를 건설하겠다고 밝혔다. 부지는 신시내티 국제공항에 확보될 예정이며 약 900에이커에 달할 것이라고 한다. 이 소식을 보도한 블룸버그는 아마존의 발표는 대기업의 미국 내 투자를 활성화하려는 도널드 트럼프 미국 대통령의 의지에 호응하려는 의도가 있다고 추측하였다.

## 인구
| 인구조사              | 인구  | Note | %± |
| --------------------- | ----- | ---- | -- |
| 2020년                | 6,195 |      | —  |
| U.S. Decennial Census |       |      |    |